# أبو منجل ملغاشي
أبو منجل ملغاشي (Lophotibis cristata) والمعروف أيضا بطائر أبو منجل متوج ملغاشي أو أبو منجل أبيض الجناحين أو أبو منجل متوج خشبي، وهو طائر ينتمي إلى جنس Lophotibis والتي تنتمي إلى فصيلة أبو منجليات ،وهو طائر متوسط الحجم (حوالي 50 سم) وهو مكسو بريش لونه في الأغلب هو البني ونهاية أجنحته وذنبه وأطرافه السفلية كلها بيضاء باستثناء الرأس الذي يكسوها الأسود[ ؟ ] المختلط بالبنفسجي. وتمتاز الساقين والمنطقة المحيطة بالرأس بلون الجلد الأحمر بينما المنقار فلونه أصفر، وأبو منجل المدغشقري المتوج هو النوع الوحيد في جنس Lophotibis.

## السلوك
- مناطق تواجده
  - طائر أبو منجل المدغشقري هو طائر مستوطن في الأراضي الحرجية والغابات في جزيرة مدغشقر.
- الغذاء
  - تتكون حمية هذه الطيور أساسا من الحشرات والعناكب والضفادع والزواحف الصغيرة والقواقع واللافقاريات.
- التكاثر
  - تضع الأنثى عادة ثلاث بيضات في عش منصة مصنوعة من الأغصان والفروع.

التهديد
- - ونظرا لفقدان الموائل الجارية، والإفراط في الصيد على نطاق محدود في بعض المناطق، يتم تقييم أبو منجل المتوج المدغشقري قريبة من الخطر في القائمة الحمراء للأنواع المهددة بالانقراض.

## وصلات خارجية
- BirdLife Species Factsheet